# Canadian Open 2011 - Qualificazioni singolare maschile
Le qualificazioni del singolare maschile del Canadian Open 2011 sono state un torneo di tennis preliminare per accedere alla fase finale della manifestazione. I vincitori dell'ultimo turno sono entrati di diritto nel tabellone principale. In caso di ritiro di uno o più giocatori aventi diritto a questi sono subentrati i lucky loser, ossia i giocatori che hanno perso nell'ultimo turno ma che avevano una classifica più alta rispetto agli altri partecipanti che avevano comunque perso nel turno finale.

## Giocatori

### Teste di serie
1. Alex Bogomolov Jr. (qualificato)
2. Lu Yen-hsun (ultimo turno)
3. Philipp Petzschner (qualificato)
4. Tobias Kamke (qualificato)
5. Alejandro Falla (qualificato)
6. Flavio Cipolla (qualificato)
7. Marsel İlhan (ultimo turno)

1. Michael Russell (qualificato)
2. Matthew Ebden (ultimo turno)
3. Marinko Matosevic (ultimo turno)
4. Serhij Bubka (primo turno)
5. Fritz Wolmarans (primo turno)
6. Michael Yani (qualificato)
7. Amer Delić (ultimo turno)

### Qualificati
1. Alex Bogomolov Jr.
2. Michael Yani
3. Philipp Petzschner
4. Tobias Kamke

1. Alejandro Falla
2. Flavio Cipolla
3. Michael Russell

## Tabellone

### Legenda
| - Q = Qualificato - WC = Wild card - LL = Lucky loser | - ALT = Alternate - SE = Special Exempt - PR = Protected Ranking | - w/o = Walkover - r = Ritirato - d = Squalificato |

### Sezione 1
|  | Primo turno | Primo turno        | Primo turno        | Primo turno        | Primo turno        |  |  | Ultimo turno | Ultimo turno       | Ultimo turno | Ultimo turno | Ultimo turno |  |
|  |             |                    |                    |                    |                    |  |  |              |                    |              |              |              |  |
|  | 1           | Alex Bogomolov Jr. | Alex Bogomolov Jr. | Alex Bogomolov Jr. | Alex Bogomolov Jr. |  |  |              |                    |              |              |              |  |
|  |             | bye                | bye                | bye                | bye                |  |  | 1            | Alex Bogomolov Jr. | 7            | 4            | 6            |  |
|  |             | Daniel Garza       | Daniel Garza       | 5                  | 1                  |  |  | 10           | Marinko Matosevic  | 6(0)         | 6            | 3            |  |
|  | 10          | Marinko Matosevic  | Marinko Matosevic  | 7                  | 6                  |  |  |              |                    |              |              |              |  |

### Sezione 2
|  | Primo turno | Primo turno  | Primo turno  | Primo turno | Primo turno |  |  | Ultimo turno | Ultimo turno | Ultimo turno | Ultimo turno | Ultimo turno |  |
|  |             |              |              |             |             |  |  |              |              |              |              |              |  |
|  | 2           | Lu Yen-hsun  | Lu Yen-hsun  | Lu Yen-hsun | Lu Yen-hsun |  |  |              |              |              |              |              |  |
|  |             | bye          | bye          | bye         | bye         |  |  | 2            | Lu Yen-hsun  | Lu Yen-hsun  | 4            | 4            |  |
|  | Alt         | Steven Diez  | Steven Diez  | 0           | 3           |  |  | 13           | Michael Yani | Michael Yani | 6            | 6            |  |
|  | 13          | Michael Yani | Michael Yani | 6           | 6           |  |  |              |              |              |              |              |  |

### Sezione 3
|  | Primo turno | Primo turno        | Primo turno        | Primo turno | Primo turno |  |  | Ultimo turno | Ultimo turno       | Ultimo turno       | Ultimo turno | Ultimo turno |  |
|  |             |                    |                    |             |             |  |  |              |                    |                    |              |              |  |
|  | 3           | Philipp Petzschner | Philipp Petzschner | 6           | 6           |  |  |              |                    |                    |              |              |  |
|  |             | Nicholas Monroe    | Nicholas Monroe    | 2           | 4           |  |  | 3            | Philipp Petzschner | Philipp Petzschner | 6            | 6            |  |
|  |             | Greg Ouellette     | 4                  | 7           | 6           |  |  |              | Greg Ouellette     | Greg Ouellette     | 4            | 4            |  |
|  | 12          | Fritz Wolmarans    | 6                  | 64          | 3           |  |  |              |                    |                    |              |              |  |

### Sezione 4
|  | Primo turno | Primo turno           | Primo turno           | Primo turno | Primo turno |  |  | Ultimo turno | Ultimo turno  | Ultimo turno | Ultimo turno | Ultimo turno |  |
|  |             |                       |                       |             |             |  |  |              |               |              |              |              |  |
|  | 4           | Tobias Kamke          | 62                    | 6           | 6           |  |  |              |               |              |              |              |  |
|  | Alt         | Artem Sitak           | 7                     | 3           | 3           |  |  | 4            | Tobias Kamke  | 65           | 6            | 6            |  |
|  |             | Pierre-Ludovic Duclos | Pierre-Ludovic Duclos | 4           | 64          |  |  | 9            | Matthew Ebden | 7            | 3            | 2            |  |
|  | 9           | Matthew Ebden         | Matthew Ebden         | 6           | 7           |  |  |              |               |              |              |              |  |

### Sezione 5
|  | Primo turno | Primo turno     | Primo turno | Primo turno | Primo turno |  |  | Ultimo turno | Ultimo turno    | Ultimo turno    | Ultimo turno | Ultimo turno |  |
|  |             |                 |             |             |             |  |  |              |                 |                 |              |              |  |
|  | 5           | Alejandro Falla | 62          | 6           | 6           |  |  |              |                 |                 |              |              |  |
|  |             | Zack Fleishman  | 7           | 2           | 2           |  |  | 5            | Alejandro Falla | Alejandro Falla | 6            | 6            |  |
|  |             | Kevin Kim       | Kevin Kim   | 3           | 3           |  |  | 14           | Amer Delić      | Amer Delić      | 3            | 2            |  |
|  | 14          | Amer Delić      | Amer Delić  | 6           | 6           |  |  |              |                 |                 |              |              |  |

### Sezione 6
|  | Primo turno | Primo turno    | Primo turno    | Primo turno | Primo turno |  |  | Ultimo turno | Ultimo turno   | Ultimo turno   | Ultimo turno | Ultimo turno |  |
|  |             |                |                |             |             |  |  |              |                |                |              |              |  |
|  | 6           | Flavio Cipolla | Flavio Cipolla | 6           | 6           |  |  |              |                |                |              |              |  |
|  | WC          | George Bastl   | George Bastl   | 3           | 1           |  |  | 6            | Flavio Cipolla | Flavio Cipolla | 6            | 6            |  |
|  |             | Jesse Levine   | 6              | 2           | 7           |  |  |              | Jesse Levine   | Jesse Levine   | 2            | 1            |  |
|  | 11          | Serhij Bubka   | 4              | 6           | 64          |  |  |              |                |                |              |              |  |

### Sezione 7
|  | Primo turno | Primo turno          | Primo turno          | Primo turno | Primo turno |  |  | Ultimo turno | Ultimo turno    | Ultimo turno    | Ultimo turno | Ultimo turno |  |
|  |             |                      |                      |             |             |  |  |              |                 |                 |              |              |  |
|  | 7           | Marsel İlhan         | Marsel İlhan         | 6           | 6           |  |  |              |                 |                 |              |              |  |
|  | WC          | William Boe-Wiegaard | William Boe-Wiegaard | 3           | 4           |  |  | 7            | Marsel İlhan    | Marsel İlhan    | 5            | 2            |  |
|  |             | Toshihide Matsui     | 4                    | 7           | 4           |  |  | 8            | Michael Russell | Michael Russell | 7            | 6            |  |
|  | 8           | Michael Russell      | 6                    | 5           | 6           |  |  |              |                 |                 |              |              |  |